# Liste alternative
La Liste alternative (en allemand Alternative Liste) est un parti politique suisse de gauche radicale créé à Zurich en 1990. Il compte des sections dans les cantons de Zurich et de Schaffhouse.
Au niveau fédéral, la Liste alternative est proche de solidaritéS et du Parti suisse du travail ainsi que d’autres organisations de gauche radicale.

## Histoire
La Liste alternative se présente pour la première fois aux élections municipales à Zurich en 1990 sous le nom d' Alternative Liste/Zürich 1990. Elle obtient quatre sièges dont trois pour d’anciens membres des POCH.
De 2002 à 2006, une section cantonale est active en Argovie.
En 2003, la section schaffhousoise de la Liste alternative est créée.
En février 2009, l’initiative cantonale de la Liste alternative visant à mettre fin aux forfaits fiscaux pour les étrangers est acceptée par le peuple du canton de Zurich.
En 2010, Richard Wolff, est élu à l'exécutif de la ville de Zurich. Il est réélu en 2014.
Lors des élections cantonales zurichoise de 2015, le lanceur d’alerte Rudolf Elmer rejoint la Liste alternative. Avec 3,0% des voix, la Liste alternative obtient 5 sièges au parlement cantonal.